# Dennis Smith
Pour les articles homonymes, voir Smith et Dennis Smith (homonymie).
Ne pas confondre avec Dennis Alcapone, disc jockey jamaïcain, ni avec Denis Smith, footballeur et entraîneur anglais.
Dennis Smith est un directeur de la photographie, réalisateur de télévision et cadreur américain.

## Filmographie

### Directeur de la photographie
- 1996 : God's Lonely Man
- 1992-1996 : Un drôle de shérif, 78 épisodes
- 1996 : Sept à la maison, 1 épisode
- 1998 : There Goes the Groom (court-métrage)
- 1997-2003 : The Practice : Bobby Donnell et Associés, 116 épisodes

### Réalisateur
- 1996 : Un drôle de shérif, 1 épisode
- 1998-2004 : The Practice : Bobby Donnell et Associés, 20 épisodes
- 2004 : Dr Vegas, 1 épisode
- 2004 : Boston Justice, 1 épisode
- 2002-2005 : JAG, 7 épisodes
- 2006 : Just Legal, 1 épisode
- 2007 : Moonlight, 1 épisode
- 2005-2009 : Numb3rs, 11 épisodes
- 2010 : Vampire Diaries, 1 épisode
- 2010 : Royal Pains, 1 épisode
- 2010 : 90210 Beverly Hills : Nouvelle Génération, 1 épisode
- 2009-2011 : Fringe, 3 épisodes
- 2010-2011 : NCIS : Los Angeles, 4 épisodes
- 2003-2016 : NCIS : Enquêtes spéciales, 62 épisodes

### Cadreur
Dennis Smith a été, dans ses débuts, cadreur dans de nombreux films tels que Revenge of the Nerds (1984), Plein pot (License to Drive) (1988) ou encore Maman, j'ai raté l'avion (1990).